# Cyrtandra gorumensis
Cyrtandra gorumensis är en tvåhjärtbladig växtart som beskrevs av Rudolf Schlechter. Cyrtandra gorumensis ingår i släktet Cyrtandra och familjen Gesneriaceae. Inga underarter finns listade i Catalogue of Life.